# Кириакидис, Хараламбос
Хараламбос Кириакидис (греч. Χαράλαμπος Κυριακίδης; 30 ноября 1998) — кипрский футболист, вратарь клуба «Омония» (Никосия).

## Биография

### Клубная карьера
Воспитанник клубов «Акритас Хлоракас» и «Пафос». Профессиональную карьеру начал в сезоне 2018/19 в клубе второго дивизиона «Арис» (Лимасол), за который сыграл 2 матча. Летом 2019 года Кириакидис подписал контракт с клубом «Омония». Единственный матч в высшей лиге в сезоне 2019/20 провёл 26 января 2020 года против «Анортосиса» и по итогам сезона выиграл с командой чемпионат Кипра.

### Карьера в сборной
В конце августа 2020 года получил свой первый вызов в сборную Кипра на матчи Лиги наций УЕФА против Черногории и Азербайджана.

## Достижения
«Омония» Никосия
- Чемпион Кипра: 2019/20